# Rana Adhikari
Rana X. Adhikari (Ohio, Estados Unidos, 1974) es un físico experimental estadounidense. Es profesor de física en el Instituto de Tecnología de California (Caltech) y miembro asociado de la facultad del Centro Internacional de Ciencias Teóricas del Tata Institute of Fundamental Research (ICTS-TIFR).
Trabaja en la física experimental de la detección de ondas gravitacionales y se encuentra entre los científicos responsables del Observatorio de ondas gravitacionales con interferómetro láser (LIGO), con sede en Estados Unidos, que descubrió las ondas gravitacionales en 2015.

## Biografía
Nació en el estado estadounidense de Ohio, hijo de inmigrantes indios bengalíes originarios de Raiganj, Bengala Occidental. Se mudaron a Cabo Cañaveral, Florida, cuando él tenía siete años. Estudió física en la Universidad de Florida, donde trabajó con David Reitze, y se graduó en 1998 con una licenciatura. En 2004, recibió un doctorado en física por el Instituto Tecnológico de Massachusetts bajo la supervisión del físico experimental Rainer Weiss, y se unió al proyecto del Observatorio de ondas gravitacionales con interferómetro láser (LIGO) de Caltech como investigador postdoctoral. Fue ascendido a profesor asistente en 2006 y se convirtió en profesor titular de física en 2012. También ha sido profesor adjunto en el Centro Internacional de Ciencias Teóricas del Tata Institute of Fundamental Research (ICTS-TIFR) en Bangalore, India, desde 2012.
Él, junto con Lisa Barsotti y Matt Evans del MIT, recibieron el Breakthrough Prize in Fundamental Physics en 2019 por su investigación sobre los detectores de ondas gravitacionales terrestres actuales y futuros. Su investigación se centra en las áreas de medición de precisión relacionadas con la superación de límites físicos fundamentales para descubrir nuevos fenómenos relacionados con la gravedad, la mecánica cuántica y la verdadera naturaleza del espacio y el tiempo.
Participa activamente en el proyecto LIGO-India, cuyo objetivo es construir un observatorio de ondas gravitacionales en India. Fue elegido miembro de la Sociedad Estadounidense de Física y miembro de Óptica (anteriormente conocida como Sociedad Óptica Estadounidense). Desde 2019 es miembro del jurado del Premio Infosys de ciencias físicas.

## Investigación
Ha estado involucrado en la construcción y diseño de detectores de ondas gravitacionales desde 1997. Comenzó a trabajar en interferómetros láser como estudiante de posgrado en el MIT, con un enfoque particular en la variedad de fuentes de ruido, bucles de retroalimentación y subsistemas, y ayudó a reducir el ruido en los 3 interferómetros LIGO mientras trabajaba. en el interferómetro de Livingston. En 2005 recibió el primer premio de tesis LIGO.
Su grupo de Investigación se centra en nuevas tecnologías de detectores para experimentos de física fundamental (ondas gravitacionales, materia oscura y gravedad de campo cercano). Su grupo también está afiliado al Departamento de Ciencia de Materiales de Caltech y juntos trabajan en el avance de osciladores mecánicos, óptica no lineal, metamateriales acústicos y fotodetección de alta eficiencia para mediciones cuánticas.
Ha colaborado con Kathryn Zurek para desarrollar un nuevo experimento que utiliza instrumentos de mesa para observar firmas de gravedad cuántica. También ha estado trabajando en modelos alternativos de materia oscura y detectores de ondas gravitacionales basados en el espacio. Colabora habitualmente con la comunidad internacional de ondas gravitacionales OzGrav, KAGRA y GEO600.

## premios y reconocimientos
- Nuevos horizontes en física: Fundación innovadora (2019)[31]
- Miembro de la Sociedad Estadounidense de Física (2018)[16]
- Medalla Albert Einstein (2017)[32]
- Premio Princesa de Asturias (2017)[33]
- Physics World: Premio al avance del año (2017)[34]
- Premio Bruno Rossi (2017)[35]
- Premio de grupo de la Royal Astronomical Society (2017)[36]
- Physics World: Premio al avance del año (2016)[37]
- Premio Gruber de Cosmología (2016)[38]
- Premio Especial Avance en Física Fundamental (2016)[39]
- Reconocimiento por parte de la Legislatura de California (2016)[40]